# Tearmoon Empire Story
Tearmoon Empire Story (ティアムーン帝国物語 ～断頭台から始まる、姫の転生逆転ストーリー～, Tiamūn teikoku monogatari ~ dantōdai kara hajimaru, hime no tensei gyakuten sutōrī ~, litt. L'histoire de l'empire Tearmoon : Le récit du changement de la princesse réincarnée commence par la guillotine) est une série de light novel japonais écrite par Nozomu Mochitsuki. Elle commence initialement sous forme de web novel, publié sur le site de publication de romans Shōsetsuka ni Narō, en août 2018. La série est ensuite acquise par TO Books, qui commence à la publier en tant que light novel avec des illustrations de Gilse en juin 2019, puis regroupée en volumes tankōbon à partir de janvier 2020. Une adaptation en manga, illustrée par Mizu Morino, débute sa sérialisation dans le magazine Comic Corona en août 2019. Une adaptation en série d'animation, produite par Silver Link, est diffusée à la télévision japonaise entre octobre et décembre 2023, et proposée hors Asie par Crunchyroll sous le titre Tearmoon Empire.

## Synopsis
Lors d'une révolution populaire dans l'empire Tearmoon, la princesse impériale Mia Luna Tearmoon, alors âgée de 20 ans et méprisée en tant que méchante princesse oisive et égoïste, est prise à partie par la foule, emprisonnée puis guillotinée. Mais au-lieu de mourir, elle se réveille dans son corps de 12 ans. Elle croit tout d'abord à un mauvais rêve, mais en découvrant son journal intime couvert du sang de son exécution et contenant les entrées qu'elle avait rédigées pendant sa détention, elle comprend qu'il s'agit de la réalité et qu'un futur tragique l'attend. Elle décide alors, pour assurer sa propre sécurité, d'influer sur la gestion de l'empire. Ses actions, à première vue égoïstes, combinées à ses connaissances de sa première vie, charment étrangement les gens de son entourage alors qu'elle travaille dur pour transformer ses ennemis de sa première vie en alliés. Celle surnommée « la princesse égoïste » devient ainsi « la Sage de l'empire ». Mais pourra-t-elle vraiment échapper à la guillotine ?

## Personnages
Mia Luna Tearmoon (ミーア・ルーナ・ティアムーン, Mīa Rūna Tiamūn)
Voix japonaise : Sumire Uesaka
Anne Littstein (アンヌ・リトシュタイン, Annu Ritoshutain)
Voix japonaise : Tomori Kusunoki
Ludwig Hewitt (ルードヴィッヒ・ヒューイット, Rūdovuihhi Hyūitto)
Voix japonaise : Yūichirō Umehara
Abel Remnoir (アベル・レムノアール, Aberu Remunoāru)
Voix japonaise : Yoshitsugu Matsuoka
Sion Sol Sunkland (シオン・ソール・サンクランド, Shion Sōru Sankurando)
Voix japonaise : Shun Horie (en)
Tiona Rudolvon (ティオーナ・ルドルフォン, Tiōna Rudorufon)
Voix japonaise : Kanon Takao (en)
Rafina Orca Belluga (ラフィーナ・オルカ・ヴェールガ, Rafīna Oruka Vēruga)
Voix japonaise : Nao Tōyama

## Light novel
Écrite par Nozomu Mochitsuki, la série a commencé sa sérialisation sur le site de publication de romans Shōsetsuka ni Narō le 13 août 2018. Elle a ensuite été acquise par TO Books, qui a commencé à la publier en tant que light novel avec des illustrations de Gilse en juin 2019. Elle compte quinze volumes en décembre 2023. Elle est éditée en France en 2024 par LaNovel Édition deux tomes brochés avant sa liquidation judiciaire en novembre 2024.

### Liste des volumes
| no | Japonais          | Japonais          |
| no | Date de sortie    | ISBN              |
| -- | ----------------- | ----------------- |
| 1  | 10 juin 2019      | 978-4-86-472815-7 |
| 2  | 9 novembre 2019   | 978-4-86-472872-0 |
| 3  | 10 février 2020   | 978-4-86-472914-7 |
| 4  | 10 juin 2020      | 978-4-86-699005-7 |
| 5  | 10 octobre 2020   | 978-4-86-699065-1 |
| 6  | 9 janvier 2021    | 978-4-86-699096-5 |
| 7  | 10 mai 2021       | 978-4-86-699180-1 |
| 8  | 10 septembre 2021 | 978-4-86-699279-2 |
| 9  | 8 janvier 2022    | 978-4-86-699376-8 |
| 10 | 10 mai 2022       | 978-4-86-699487-1 |
| 11 | 10 septembre 2022 | 978-4-86-699572-4 |
| 12 | 10 janvier 2023   | 978-4-86-699704-9 |
| 13 | 10 avril 2023     | 978-4-86-699804-6 |
| 14 | 9 septembre 2023  | 978-4-86-699938-8 |
| 15 | 20 décembre 2023  | 978-4-86-794002-0 |

## Manga
Une adaptation en manga, illustrée par Mizu Morino, a commencé sa sérialisation sur le site Comic Corona le 12 août 2019. Regroupée au format tankōbon, elle compte sept volumes en octobre 2023. Une édition française, Tearmoon Empire Story : La deuxième vie d'une princesse pour sauver son empire, est en cours chez Meian depuis juillet 2023.

### Liste des volumes
| no | Japonais          | Japonais          | Français         | Français          |
| no | Date de sortie    | ISBN              | Date de sortie   | ISBN              |
| -- | ----------------- | ----------------- | ---------------- | ----------------- |
| 1  | 20 janvier 2020   | 978-4-86-472902-4 | 7 juillet 2023   | 978-2-38275-428-3 |
| 2  | 15 août 2020      | 978-4-86-699026-2 | 7 juillet 2023   | 978-2-38275-429-0 |
| 3  | 15 mai 2021       | 978-4-86-699181-8 | 30 novembre 2023 | 978-2-38275-430-6 |
| 4  | 15 février 2022   | 978-4-86-699449-9 | 29 mars 2024     | 978-2-38275-431-3 |
| 5  | 15 septembre 2022 | 978-4-86-699573-1 | 26 juin 2024     | 978-2-38275-432-0 |
| 6  | 15 avril 2023     | 978-4-86-699807-7 |                  |                   |
| 7  | 14 octobre 2023   | 978-4-86-699976-0 |                  |                   |

## Animé
Une adaptation en série d'animation est annoncée en septembre 2022. Elle est produite par le studio Silver Link et dirigée par Yūshi Ibe, avec des scripts écrits par Deko Akao, des designs de personnages gérés par Mai Otsuka, et une musique composée par Kōji Fujimoto. Sa première diffusion a lieu du 8 octobre, au 24 décembre 2023 à la télévision japonaise. Hors Asie, elle est distribuée par Crunchyroll sous le titre Tearmoon Empire.
La chanson thème du générique d'ouverture, Happy End Princess (ハッピーエンドプリンセス, Happīendo purinsesu), est interprétée par Sumire Uesaka, tandis que la chanson thème du générique de fin, Queen of the Night, est interprétée par KanoeRana,.

### Liste des épisodes
| No | Titre français                                    | Titre japonais                         | Titre japonais | Date de 1re diffusion |
| No | Titre français                                    | Kanji                                  | Rōmaji         | Date de 1re diffusion |
| -- | ------------------------------------------------- | -------------------------------------- | -------------- | --------------------- |
| 1  | Tout commence par une princesse et une guillotine | 断頭台から始まるお姫様                 |                | 8 octobre 2023        |
| 2  | La princesse Mia expose ses plans avec suffisance | ミーア姫、ドヤ顔を披露する             |                | 15 octobre 2023       |
| 3  | La princesse Mia sème les graines du changement   | ミーア姫、種をまく                     |                | 22 octobre 2023       |
| 4  | Shall we dance ?                                  | シャルウィーダンス？                   |                | 29 octobre 2023       |
| 5  | Le cœur de la princesse Mia bat la chamande       | ミーア姫、キュンとする                 |                | 5 novembre 2023       |
| 6  | Le tournoi d'escrime, le combat d'Abel            | 剣術大会 アベルの戦い                  |                | 12 novembre 2023      |
| 7  | Le plan parfait de la princesse Mia               | ミーア姫、冴え渡る                     |                | 19 novembre 2023      |
| 8  | Le sourire calculateur de la princesse Mia        | ミーア姫、あざとい笑みを浮かべる       |                | 26 novembre 2023      |
| 9  | Le choix (motivé par l'amour) de la princesse Mia | ミーア姫（恋愛脳）の選択               |                | 3 décembre 2023       |
| 10 | L'enlèvement de la princesse Mia                  | ミーア姫、誘拐事件！                   |                | 10 décembre 2023      |
| 11 | Des retrouvailles, un duel et...                  | 再会と決闘と……                         |                | 17 décembre 2023      |
| 12 | Pour que tous nos efforts ne soient pas vains     | 大事に育ててきたものを枯らさないために |                | 24 décembre 2023      |